# C-кварк
с-кварк (від англ. charm - чарівність) — одна з фундаментальних частинок у теорії кварків та Стандартній моделі. Від інших кварків c-кварк відрізняється особливим квантовим числом (ароматом) чарівністю. c-кварк — ферміон зі спіном 1/2 та електричним зарядом +2/3. Разом із s-кварком він входить до другого покоління фундаментальних частинок.
с-кварки не входили до початкової кваркової моделі, розробленої Маррі Гелл-Манном та Джорджем Цвейгом у 1964, хоча вже тоді про них писали Джеймс Бйоркен та Шелдон Лі Глешоу. Однак, вважається, що передбачення існування чарівних кварків зробили у 1970 Шелдон Лі Глешоу, Джон Іліопулос та Люсіано Меяні. У 1974 двома групами під керівництвом Бертона Ріхтера та Самюела Тінга був відкритий J/ψ-мезон, що складається із c-кварка та c-антикварка. 